# Süderbrarup
Süderbrarup település Németországban, Schleswig-Holstein tartományban. Lakosainak száma 5311 fő (2023. december 31.). Süderbrarup Wagersrott és Scheggerott községekkel határos.

## Fekvése
Lindaunistól északra fekvő település.

## Leírása
Az itt folyó érdekes ásatások leletállománya a jégkorszaktól a népvándorlásig terjedő időszakot ölelik át. Az itt talált leletek a Schleswig-Holsten-i múzeumban láthatók. A településen a múlt emlékeiből a Thorsberger Moor' nevű területen mindössze egy halomsír maradt.

## Galéria

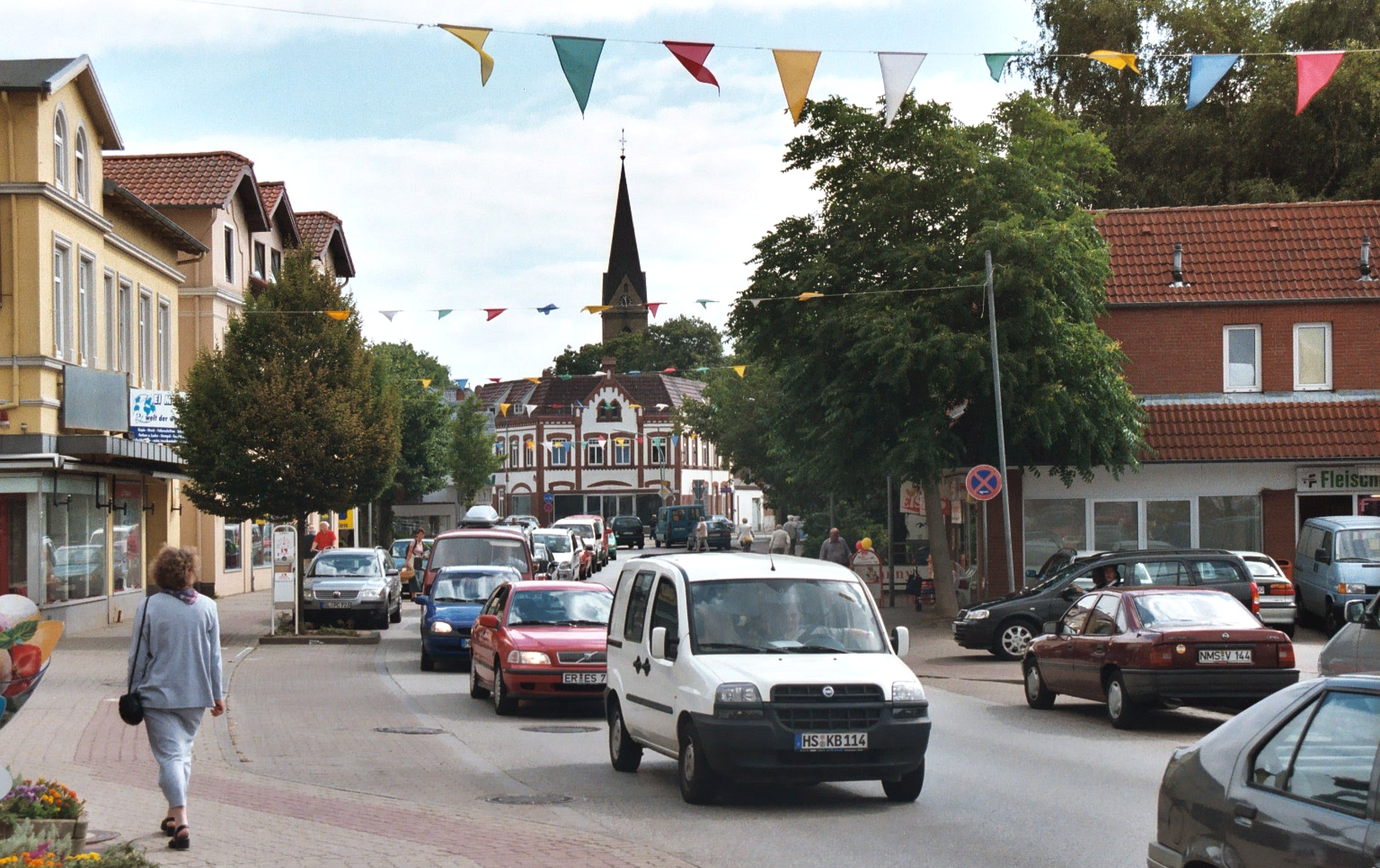
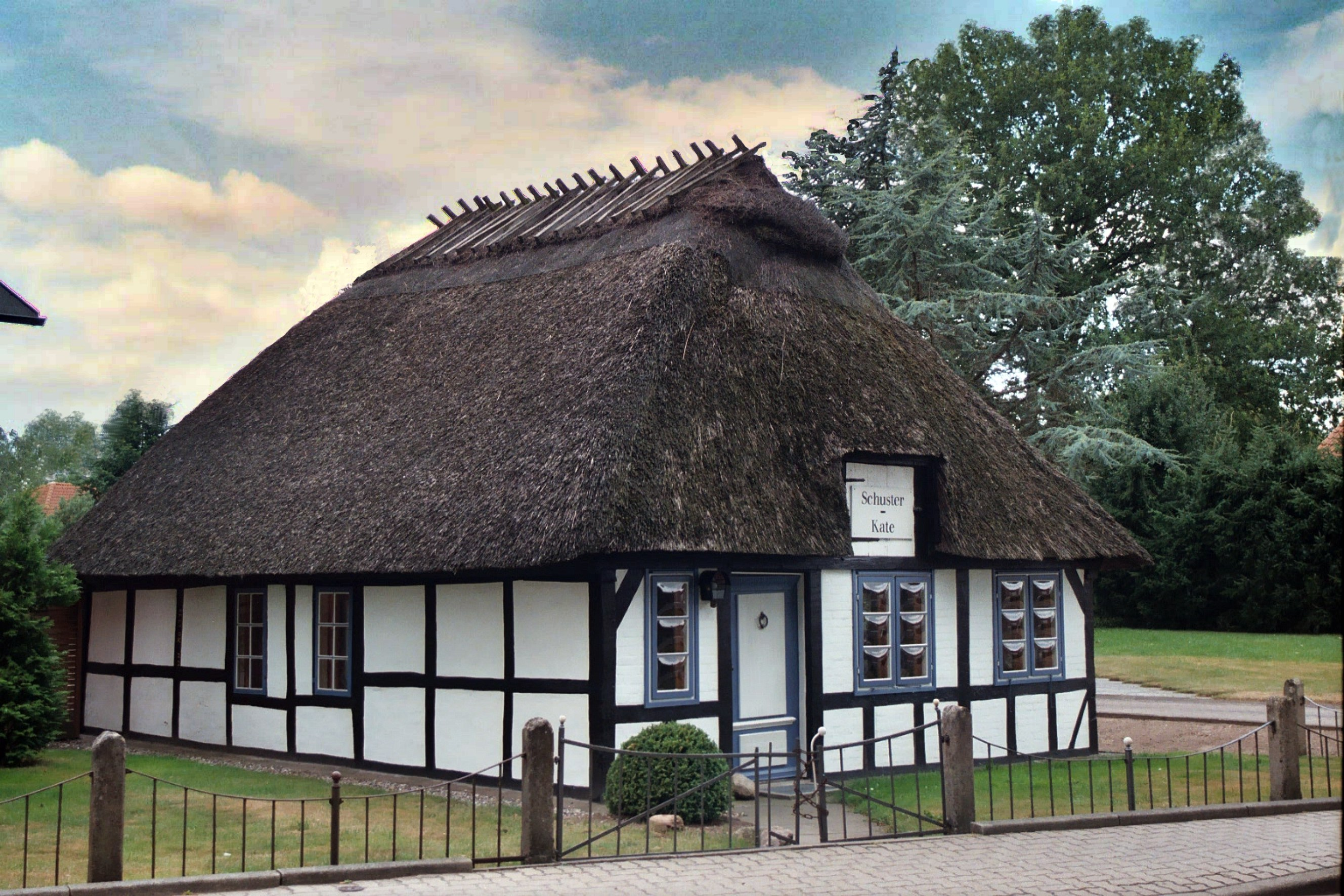
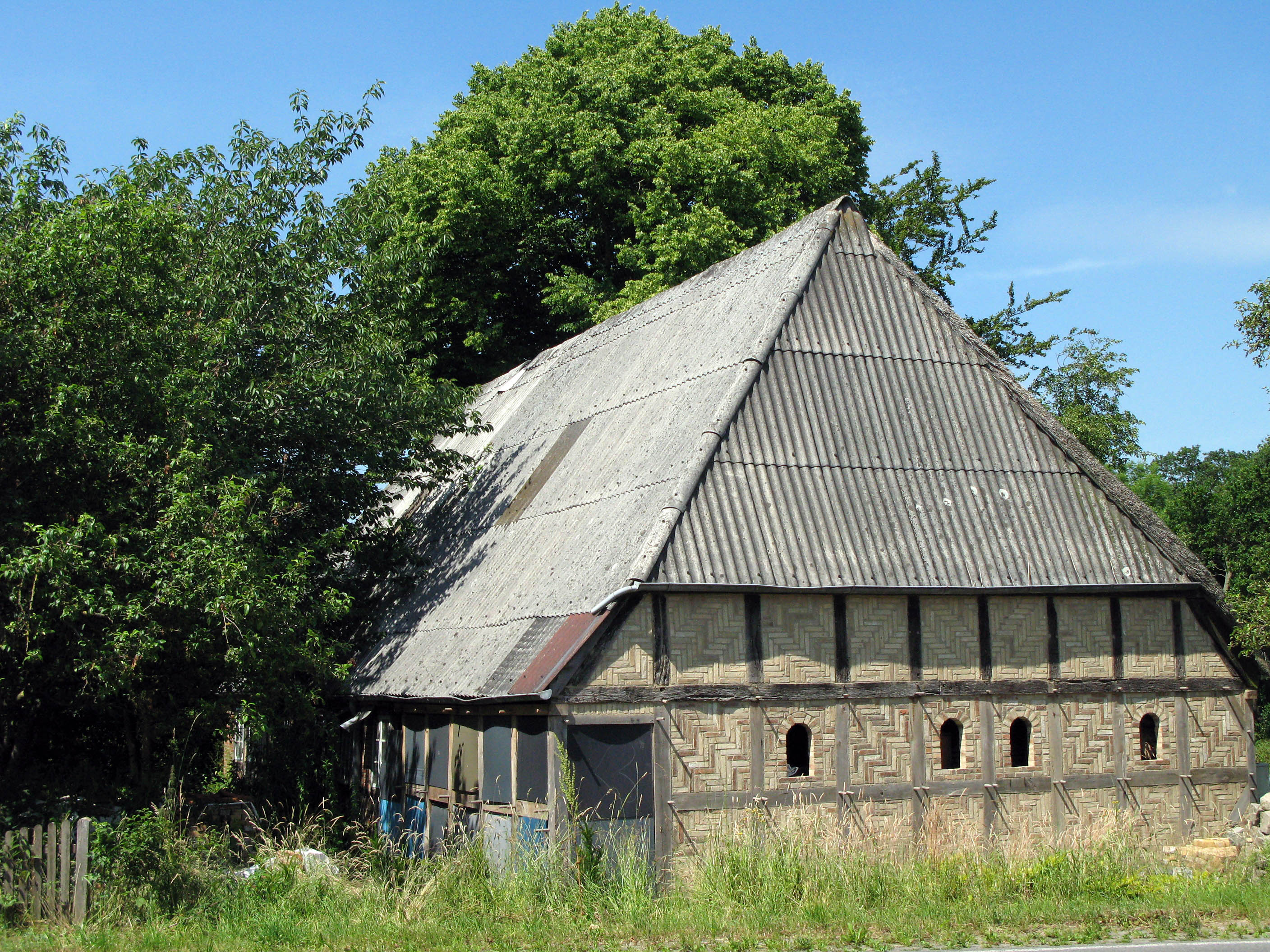
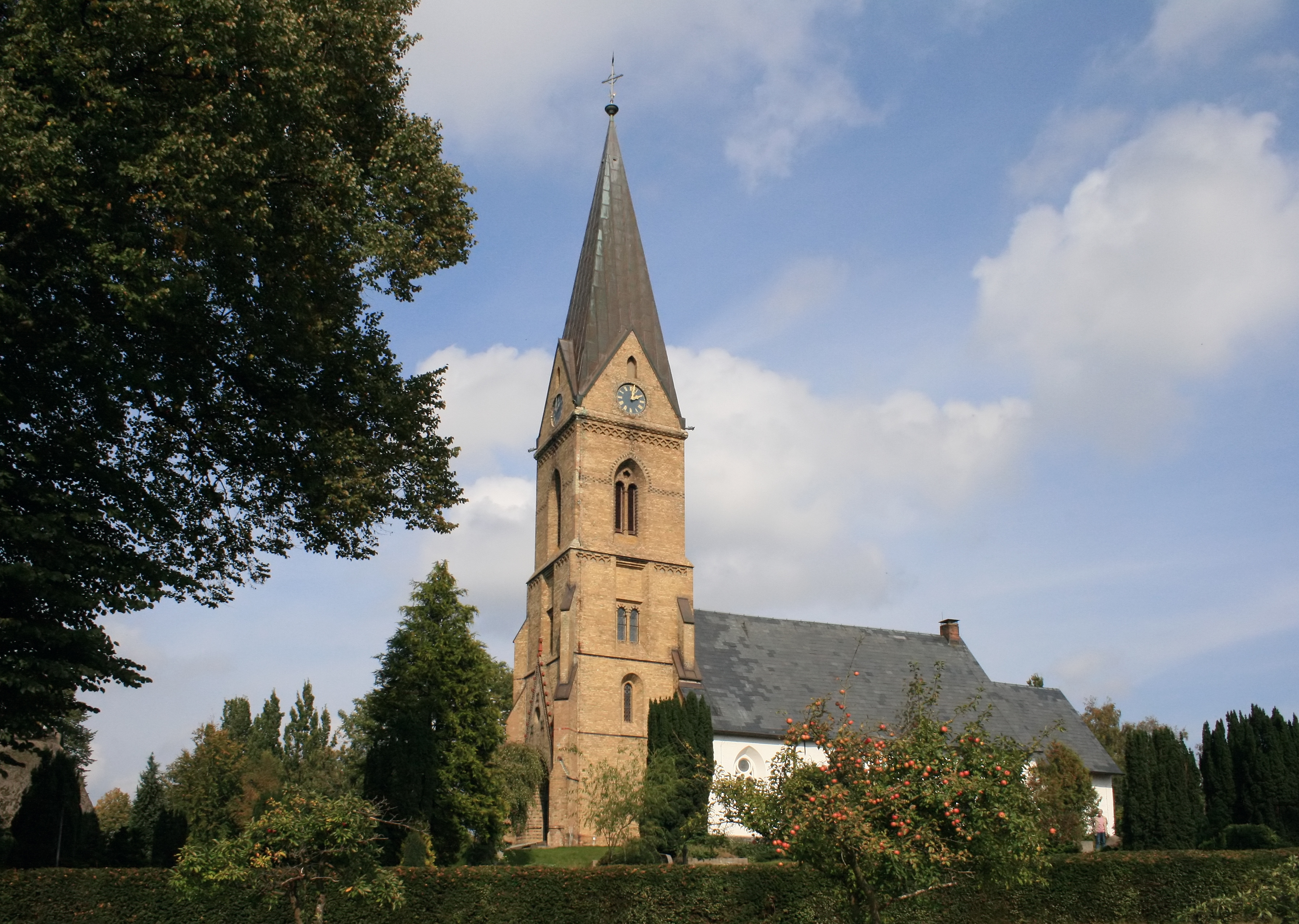
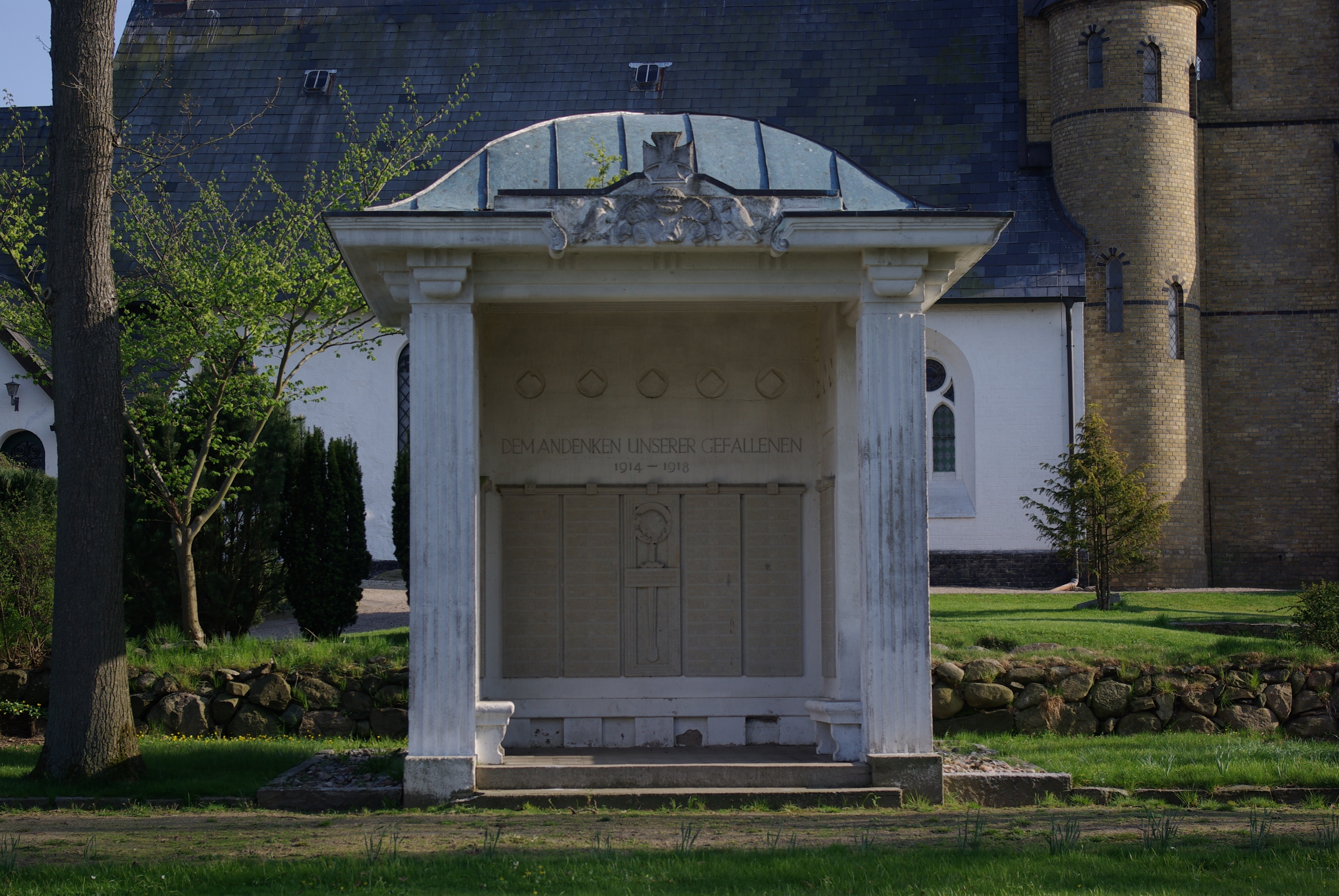
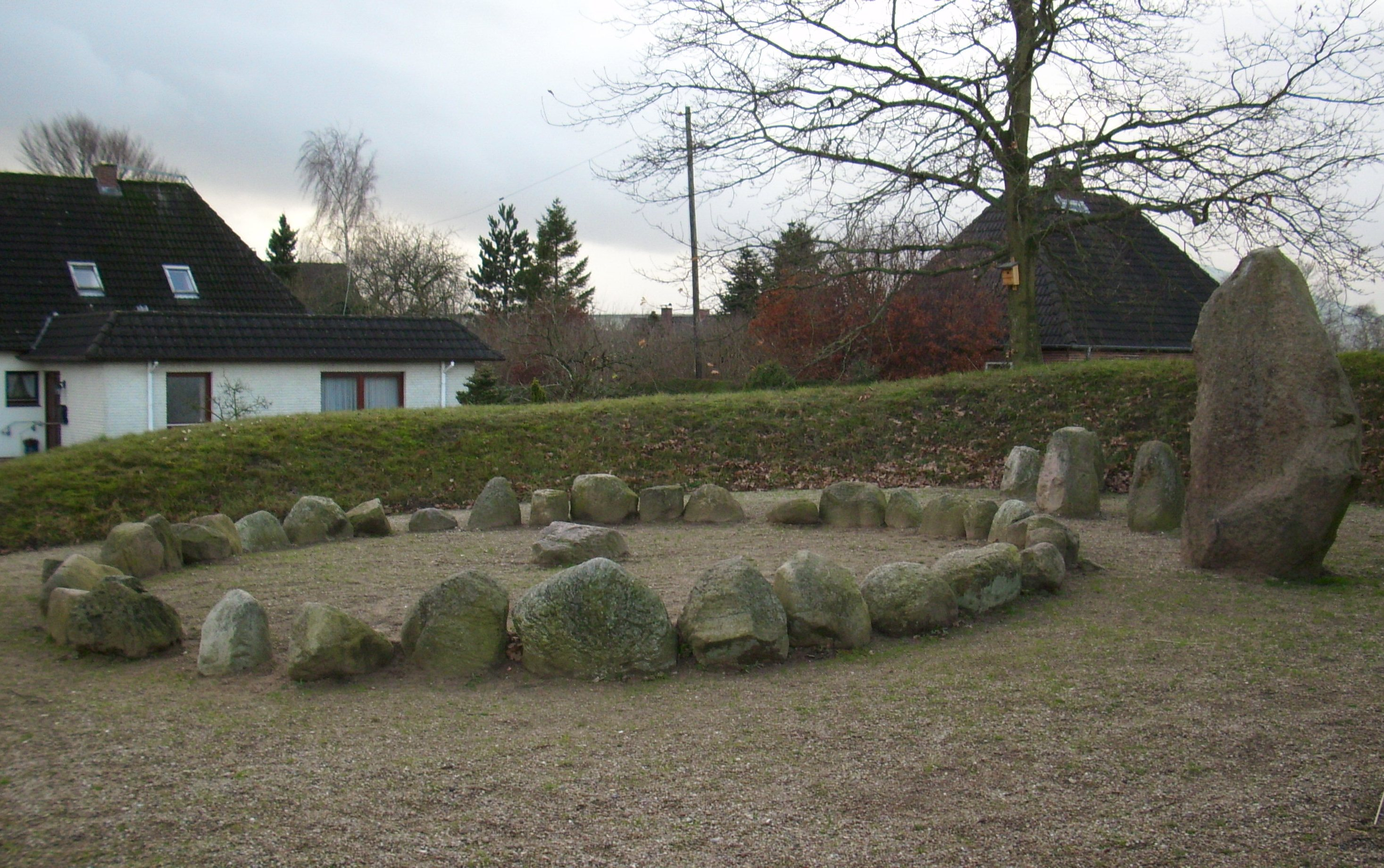